# Авратинське збройне повстання 1918 року
Авратинське збройне повстання 1918 року — це збройний виступ селян села Авратина та навколишніх сіл Старокостянтинівського повіту Волинської губернії проти влади гетьмана Скоропадського. 

## Історія
Початок повстання відбувся 23 липня, коли селяни розгромили каральний загін, що прибув для стягнення контрибуції. 26 липня командування кинуло проти повстанців регулярні війська, які жорстоко розправилися з селянами. 
Зберігся документ Справоздання губерніяльного старости від 29.07.1918 у місті Житомир, де описується, що 26 липня в Старокостянтинівському повіті відбулося організоване повстання селян Авратинської та Базалійської волостей. Начальник повітової державної варти та начальник участкової варти були вбиті, а частина повітової варти перебита, а частина розігнана. Селяни з п'яти сел: Авратина, Гальчинці, Ожигівці, Яхнівка і Свинна використали рушниці та кулемети для протистояння владі. Задля зупинки повстання були прийняті відповідні міри, а також звернувся за допомогою до німецької та австрійської військової влади, а також зі сусідніх повітів та Житомиру стягують допомогу.